# Susanne Thorson
Mirjam Susanne Thorson (født 12. juni 1981) er en svensk skuespillerinde og instruktør. Hun studerede på Calle Flygare Teaterskola i Stockholm fra 2001 til 2002.

## Udvalgt filmografi
- Beck (tv-serie, 2007)
- Gangster (2007)
- Playa del Sol (tv-serie, 2009)
- Kommissæren og havet (tv-serie, 2010)
- Cornelis (2010)
- En gang i Phuket (2011)
- Maria Wern (tv-serie, 2013)
- Medicinen (2014)
- Jönssonligan - Den perfekta stöten (2015)
- Gåsmamman (tv-serie, 2015)
- Op i det blå (2016)
- Trex (tv-serie, 2019-2021)
- Debut (kortfilm, 2021)
- Suedi (2021)
- Af sporet (2022)